# アミノ安息香酸エチル
アミノ安息香酸エチル（アミノあんそくこうさんエチル、英ethyl 4-aminobenzoate）または、ベンゾカイン（英: Benzocaine）はエステル型の局所麻酔薬の一種。pKaは3.5、遊離塩基は水に難溶性である。

## 効能
感覚神経を麻痺させ、痛みの伝達を遮断する。内服薬としては、胃の痛みや吐き気を抑えるため胃腸薬や乗り物酔い防止薬に配合される。外用薬としては軟膏などに配合され、外傷や虫さされ、痔などの痛み・痒みの緩和に使用される。胃痛などの消化管の痛みを、一時的に抑えるために、経口投与で使用する場合、局所麻酔薬であるために、素早く飲み下さねば口腔内に痺れなどが出てくる。

## 副作用
内服の場合は、口の渇きや便秘または下痢が生じることがある。メトヘモグロビン血症を引き起こすおそれがあるため、6歳未満の幼児は禁忌。外用の場合は副作用は少ないとされている。ウサギに経口投与した場合の最小致死量は1,150mg/kg、マウスに皮下注射した場合の半数致死量は1,700mg/kg。
解毒薬
ベンゾカインの解毒にはメチレンブルーを用いる。

## 参考資料
- 齋藤洋、福室憲治、武政文彦『一般用医薬品学概説（第2版）』じほう、2006年。ISBN 9784840735940。